# ミシェル・ロカール
ミシェル・ロカール（フランス語：Michel Rocard、1930年8月23日 - 2016年7月2日）は、フランスの政治家、社会党員である。

## 略歴
1930年8月23日にパリ郊外のクールブヴォアで誕生する。パリ大学文学部、パリ政治学院、フランス国立行政学院（ENA）を卒業し、大蔵省に勤める。
1967年、統一社会党（PSU）の全国書記となり、1968年の五月革命で学生たちを指導。
1969年フランス大統領選挙に立候補。同年の総選挙で当選。1974年、社会党（PS）に合流。1977年、コンフラン＝サントノリーヌ市長に就任（1994年まで）
1981年、ミッテラン政権誕生とともに、国土開発計画相に就任。1983年には、農相に就任。
1988年5月、首相に就任し、EC市場統合を目指した経済政策を推進。
1991年5月、首相を辞任。1994年、欧州議会選挙でロカールを筆頭とする社会主義勢力が大敗し、1995年の次期大統領選候補から後退。
2016年7月2日にパリ市内の病院で癌で死去した。